# Srednja Europa
Srednja Europa europska je regija slabo definiranih granica, između Zapadne, Sjeverne, Istočne i Južne Europe. Nakon propasti komunizma koji je Europu dijelio na Istočnu i Zapadnu, pojam je ponovno dobio dio svog prijašnjeg kulturnog, političkog i gospodarskog značenja.
Obično se smatra[Po kome?] da srednjoj Europi pripadaju Njemačka, Poljska, Češka, Slovačka, Švicarska, Austrija, Mađarska, Lihtenštajn, Slovenija, Hrvatska, Južni Tirol (sjeveroistočna Italija) te Vojvodina (sjeverna Srbija).
Srednju Europu stricto sensu čine Poljska, Češka, Slovačka i Mađarska, odnosno zemlje Višegradske četvorke. Druge se zemlje jednako često ili češće svrstavaju u Zapadnu (Njemačka, Austrija i Švicarska), odnosno Južnu Europu (Slovenija i Hrvatska).

## Položaj
Regija je zemljopisno položena u sredini Europe između Sjevernog, Baltičkog i Jadranskog mora. Zbog položaja u sredini Europe važna je za promet te su se zbog toga često vodili ratovi. Na sjeveru prohodnost omogućuje nizak reljef, ispresijecan plovnim kanalima i rijekama te gusta prometna mreža. U središnjem dijelu to su doline rijeka, a u planinskom prostoru to su tuneli i prijevoji. Hrvatska se nalazi u srednjoj Europi pa se može nazvati i srednjoeuropskom zemljom. Zemlje s izlazom na more su: Njemačka (Baltičko i Sjeverno), Poljska (Baltičko), Slovenija i Hrvatska (Jadransko).

## Reljef srednje Europe
U reljefu se izdvajaju četiri velike cjeline:
- Njemačko-poljska ili Pribaltička nizina je blago valovito, vlažno i slabo plodno područje jer je na njega utjecao led. U sjevernom dijelu tragovi leda vidljivi su u ostatcima morenskih nanosa, ledenjačkih jezera i močvara. U južnom dijelu na reljef su snažno utjecali rijeke i vjetrovi. Rijeke su nataložile riječne nanose, a vjetar je nanio fini pijesak (prapor i les) koji je uzrokovao nastajanje plodnoga tla.
- Stara gromadna gorja (Njemačko i Češko sredogorje) protežu se od Rajne na zapadu do južne Poljske na istoku. Najčešće su snižena, zaobljena i pošumljena. Raščlanjena su brojnim dolinama i kotlinama pogodnim za poljodjelstvo, gradnju prometnica i naseljavanje. Vrlo su bogata ugljenom i željeznom rudom, a ima i i obojenih kovina (bakar, olovo, cink) te kalijevih soli. Rude su vrlo rano omogućile industrijalizaciju.
- Mlada nabrana gorja su Alpe i Karpati. Alpe su veoma strme i teško prohodne. U višim dijelovima su se zadržali ledenjaci, a u nižim ledenjačka jezera i doline. Rijeke su kratke i snažne pa su pogodne za gradnju hidrocentrala. Alpe se dijele na više zapadne i šire istočne Alpe. Prometnice koje prolaze Alpama važne su za povezivanje juga i sjevera Europe. Karpati su niži i prohodniji od Alpa. U srednjoj Europi nalaze se samo zapadni Karpati.
- Panonska nizina se nalazi između Alpa, Dinarida i Karpata. Nekada davno tu je bilo Panonsko more koje se izdizanjem planina dijelom povuklo prema Crnome moru, a dijelom se zadržalo u obliku jezera (Blatno jezero, mađ. Balaton) i Nežidersko jezero). Većinu jezera zatrpale su rijeke i vjetrovi koji su sa sobom donijeli finu prašinu i mulj što je uzrokovalo stvaranje plodnoga tla. U zapadnom djelu razvijeno je poljodjelstvo dok je istočno od Dunava razvijeno stočarstvo. Osim plodnoga tla važno bogatstvo su nafta i zemni plin.

## Klima
U najvećem djelu srednje Europe prevladava umjerena kontinentalna klima. Kontinentalnost je izraženija na istoku gdje je manja količina padalina. Na sjeverozapadu Pribaltičke nizine jak je utjecaj Atlantika, pa su zime toplije a količina padalina je veća. Šume su iskrčene, a stepe pretvorene u plodno tlo. Utjecaj Sredozemlja ograničen je na usko područje Slovenije zbog utjecaja Alpi. Zbog nadmorske visine pada temperatura pa je klima na planinama oštro kontinentalna i planinska. Tu su temperature niske a snijeg se može zadržati i cijele godine. Ponekad se na planinama pojavljuje i temperaturna inverzija. Na višim predjelima prevladavaju crnogorične šume.

## Rijeke
Velike rijeke srednje Europe: Dunav, Rajna, Laba, Weser, Odra, Visla izviru u Alpama i Karpatima gdje im je i razvodnica. Slijevaju se u Crno, Baltičko i Sjeverno more. Vodostaj ovisi o padalinama i otapanju snijega pa je najviši u proljeće. Rijeka Rajna ima ujednačen vodostaj što je važno za plovidbu te je ona najprometnija Europska rijeka. Najprometniji kanali su Rajna-Majna-Dunav i Kielski kanal.

## Države u srednjoj Europi
- Austrija
- Češka
- Hrvatska
- Lihtenštajn
- Mađarska
- Njemačka
- Poljska
- Slovačka
- Slovenija
- Švicarska

## Regije koje su većim dijelom u srednjoj Europi
- Zakarpatska oblast
- Vojvodina
- Transilvanija
- Južni Tirol, Trst
- Elzas
- Kalinjingradska oblast